# Jim Amaral
 (août 2025).
John James « Jim » Amaral né le 3 mars 1933 à Pleasanton (Californie) est un artiste américain.

## Biographie
Jim Amaral est né en 1933 dans le village de Pleasanton, situé dans la baie de San Francisco. Il a été étudiant à l'Université Stanford, puis à la Cranbrook Academy of Arts (Michigan). Dès 1957, le jeune artiste se rend en Colombie où il rencontre Olga qui deviendra sa compagne. Amaral finit par s'installer définitivement en Colombie au début des années 1960, pays dans lequel il puise toute son inspiration.
Il possède un atelier à Bogota où il travaille, loin de la vie médiatique. En 40 ans de carrière, Amaral a exploré aussi bien le dessin, la peinture que la sculpture. Avec ses premiers dessins, il explore librement les rapports féminin-masculin, non sans érotisme, ce qui choqua au début un certain public.
Son côté perfectionniste et pointilleux se reflète dans son travail de sculpteur : tel un orfèvre, il construit de petites pièces en bronze, des tables, des chaises et des boîtes, où il mélange des éléments antiques et modernes. 
Amaral a produit plus de 300 œuvres, certaines sont exposées au MoMA.

## Expositions sélectives
- 1998 Peyton-Wright Gallery, Santa Fe
- 1998 Monologos, Uno Gallery, Caracas, Venezuela
- 1996 Peyton Wright Gallery, Santa Fe
- 1995 Peyton Wright Gallery, Santa Fe
- 1994 Museo de Arte Moderno, Bogota, Colombie
- 1994 Shidoni Contemporary Gallery, Santa Fe
- 1993 Colombian Sculptures, Colombian Center, New York
- 1993 Peyton Wright Gallery, Santa Fe
- 1992 Musée d'art contemporain de Caracas, Venezuela
- 1992 Galeria del Museo Caracas, Venezuela
- 1991 Galeria Alfred Wild Bogota, Colombie
- 1991 Colombian Center, New York
- 1990 Elite Fine Art, Miami
- 1990 Shidoni Contemporary Gallery Los Angeles
- 1989 « Daniel Cordier », Centre national d'art et de culture Georges-Pompidou, Paris
- 1989 Galeria El Museo Bogota, Colombie
- 1983 « Transformación transitoria », XVIIe Biennale de São Paulo
- 1983 « Rétrospective », Museo de Arte Moderno, Bogotá
- 1979 Musée d’Art Moderne, Paris
- 1975 XXIIe Biennale de Florence, Italie
- 1974 Galerie Albert Loeb, Paris
- 1973 Galerie Albert Loeb, Paris
- 1968 Eve Goldschmidt Gallery, New York